# Yokobue

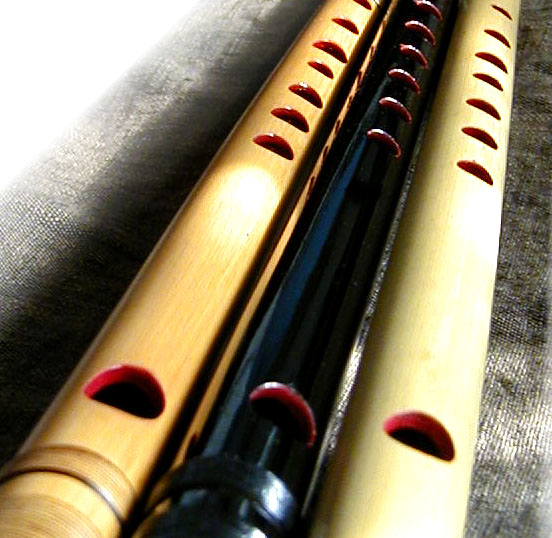
Shinobue

Yokobue (横笛|横笛) é o termo genérico para flautas transversais folclóricas de bambu japonesas, como por exemplo o shinobue.
Construídas em um tubo de bambú com oito orifícios, são usadas em festivais e, entre outros, em apresentações do teatro de Kabuki.